# كريستيان باروس (لاعب كرة قدم)
كريستيان باروس (بالإسبانية: Cristián Barros Mirabal) هو لاعب كرة قدم أوروغواياني، ولد في 9 أبريل 2000 في مونتيفيديو في الأوروغواي.